# Немолодышев, Сергей Александрович
Сергей Александрович Немолодышев (род. 30 марта 1985, Свердловск) — российский хоккеист, нападающий. Тренер.

## Биография
Младший брат хоккеиста Михаила Немолодышева. Воспитанник екатеринбургского «Спартаковца». Играл за команды «Динамо-Энергия-2» Екатеринбург (2000/01, 2002/03), «Металлург-2» Магнитогорск (2001/02), «Динамо-Энергия» (2002/03, 2005/06), «Мечел» и «Мечел-2» (Челябинск, 2003/04), «Нефтехимик» и «Нефтехимик-2» (Нижнекамск), «Молот-Прикамье» и «Молот-Прикамье-2» (Пермь, все — 2004/05), «Нефтяник» и «Нефтяник-2» (Альметьевск, 2005/06), «Автомобилист» Екатеринбург (2006/07, 2009/10 — 2010/11, 2012/13), «Спутник» Нижний Тагил (2006/07 — 2008/09), «Буревестник» Екатеринбург (2011/12 — 2012/13).
Детский тренер в хоккейных школах Екатеринбурга. Директор спортивной школы «Автомобилист».